# Torre de Escanilla
La torre de Escanilla es un edificio militar medieval situado en la localidad prepirenaica de Escanilla, en el municipio de Abizanda, comarca de Sobrarbe, Provincia de Huesca, Aragón, España.
Escanilla está situada en las cercanías del embalse de El Grado, a 4 kilómetros de Abizanda. Dista 21 kilómetros de Aínsa y 34 de la ciudad de Barbastro.
A la torre se accede por una pista que nace de la carretera nacional frente al desvío de Escanilla.
Tiene comunicación visual con las torres de Abizanda y Samitier. En sus proximidades se halla la ermita de San Sebastián y una de las más imponentes casas torreadas de Sobrarbe Casa Mora de Escanilla.
Se encuentra en estado de ruina.

## Historia
La torre data de la primera mitad el siglo XI, momento en el cual tiene lugar una fuerte fortificación de la frontera sur cristiana frente a los territorios de dominio musulmán. Datan de la misma época las fortificaciones de Abizanda, Samitier o Arcusa.

## Descripción
Se trata de una torre militar con planta cuadrangular de construcción en sillar isódomo. Posee sillar bien trabajado en las esquinas y un zócalo en su lado más abruopto. El acceso se realiza desde una puerta adintelada ubicada en segunda altura.
Consta de tres alturas y presenta numerosas aspilleras en cada uno de los lados de la torre y las esquinas. El techo se halla destruido aunque presenta restos de los canetes que sujetaban la techumbre, así como restos de un matacán.